# Randa Kassis
Randa Kassis (Arabisch: رندة قسيس) is een Frans-Syrische seculiere politicus en een leidende figuur in de oppositie tegen het Syrische regime van Bashar al-Assad. Zij is de oprichter en voorzitter van de Beweging voor een Pluralistische partij en de voorzitter van het Astana-platform.

## Biografie
Ze was lid van de Syrische Nationale Raad tot augustus 2012. Randa Kassis was de voormalige voorzitter van de Coalitie van seculiere en democratische Syriërs. Deze kern van een seculiere en democratische Syrische oppositie werd gevormd door de vereniging van een tiental islamitische, christelijke, Arabische en Koerdische partijen, die minderheden in Syrië oproepen om de strijd te ondersteunen tegen de regering van Bashar al-Assad. Kassis is niet langer lid van de Syrische Nationale Raad, omdat zij werd uitgesloten vanwege haar vele verklaringen waarin zij de Syrische oppositie waarschuwde voor de opkomst van moslimfundamentalisten.
Kassis is ook een antropoloog. Ze heeft een boek gepubliceerd, "Les Coulisses de Dieu" ("Crypten van de Goden"), waarin wordt gesproken over religies, hun oorsprong en hun manier van functioneren.
Sinds het begin van de Syrische burgeroorlog op 15 maart 2011 was ze een vooraanstaand commentator over het Syrische conflict en de bredere complexiteit van de Arabische Lente en de toekomst van het Midden-Oosten. Ze putte uit haar ervaring als politicus, schrijver en academicus om de complexiteit van veel Arabische landen en de manier waarop de politiek werd bestuurd te demystificeren. Ze sprak met de media, bedrijven en regeringen over de politiek in het Midden-Oosten, de toekomst van de regio en de gevoelige culturele kwesties die aan de regio verbonden zijn.
Randa Kassis begon in 2015 met het Astana-platform na haar verzoek aan de president van Kazachstan om een platform te vormen dat gematigde Syrische tegenstanders zou kunnen verenigen. De eerste ronde van het Astana-platform werd gemodereerd door de Kazachse ambassadeur Baghdad Amreyev en de openingszitting werd voorgezeten door de Kazachse minister van Buitenlandse Zaken Erland Idrissov. De tweede ronde werd gemodereerd door Fabien Baussart, voorzitter van het Center of Political and Foreign Affairs (CPFA).
Randa Kassis nam deel aan de vredesbesprekingen van Genève in 2016 onder de vlag van de Moskou/Astana-groepen. Ze was co-voorzitter met Qadri Jamil van de Syrische seculiere en democratische oppositiedelegatie. Ze werd door andere oppositieleden bekritiseerd vanwege haar pleidooi voor een politieke transitie in samenwerking met de regering van Bashar al-Assad en haar steun aan de Russische interventie in de burgeroorlog
Op 13 januari 2018 nam Randa Kassis, samen met andere leden van het Astana-platform, deel aan het Syrische Nationale Congres als voorzitter van het Astana-platform. Kassis benadrukte het belang van de oprichting van een constitutionele commissie om het vredesproces in Syrië te vergemakkelijken, die de UN en de Astana-trojka - Rusland, Iran en Turkije - later overeenkwamen op te richten.